# 엷은황갈색쥐
엷은황갈색쥐(Mus cervicolor)는 쥐과 생쥐속에 속하는 설치류의 일종이다. 캄보디아와 인도에서 발견된다. 인도네시아, 라오스, 미얀마, 태국, 베트남에서도 서식하는 것으로 추정된다.

## 아종
2종의 아종이 알려져 있다.
- Mus cervicolor cervicolor
- Mus cervicolor popaeus